# Den gömda Inkastaden
Den gömda Inkastaden är en historisk äventyrsroman från 2003 av Kim Kimselius. Det är den tredje boken i serien om Theo och Ramona och utspelar sig under 1500-talet i Machu Picchu i Inkariket.